# Soňa Nováková-Dosoudilová
Soňa Nováková-Dosoudilová (geb. Dosoudilová; * 6. Oktober 1975 in Olmütz) ist eine tschechische Volleyball- und Beachvolleyballspielerin. Auf Sand wurde sie zweimal Europameisterin, zehnfache tschechische Meisterin, gewann WM-Bronze und nahm an zwei olympischen Turnieren teil. In der Halle erreichte sie sechs österreichische und vier tschechsiche Landesmeistertitel.

## Karriere

### Volleyball
Die Zuspielerin spielte in der Saison 1999/2000 in ihrer Heimat bei Královo Pole. Anschließend wechselte sie nach Österreich, wo sie in den Jahren 2005 und 2006 zweimal die nationale Meisterschaft mit Telekom Post Wien gewann. Nach einem Jahr Pause ging sie nach Griechenland zu Iraklis Kifissia Athen. 2009 kehrte Nováková in die Heimat zurück und wurde in ihrer ersten Saison bei VK Prostějov tschechische Meisterin. 2011 wechselte sie zum Ligakonkurrenten PVK Přerov.

### Beachvolleyball
Dosoudilová absolvierte 1996 ihr erstes internationales Beach-Turnier mit Eva Celbová. Im gleichen Jahr wurde sie mit ihrer Partnerin in Pescara durch einen Finalsieg gegen das deutsche Duo Bühler/Müsch Europameisterin. Das Duo erreichte im nächsten Jahr mehrere Top-Ton-Platzierungen bei Open-Turnieren und nahm an der ersten Weltmeisterschaft in Los Angeles teil, bei der es zu einem neunten Rang reichte. Bei der Europameisterschaft in Riccione holten die Titelverteidigerinnen diesmal Bronze. Das nächste kontinentale Turnier in Rhodos entschieden sie wieder für sich. Im folgenden Jahr belegten Celbová/Dosoudilová bei der Weltmeisterschaft in Marseille Platz 17, während sie bei der Europameisterschaft in Palma als Dritte ihre nächste Medaille gewannen.
Das olympische Turnier in Sydney beendeten sie nach einer Niederlage im Achtelfinale gegen die Japanerinnen Takahashi/Saiki als Neunte. Erfolgreicher verlief die Weltmeisterschaft 2001; in Klagenfurt wurden die Tschechinnen mit einem Sieg gegen die US-Amerikanerinnen Youngs/Fontana Dritte. 2002 in Basel gab es zum dritten Mal EM-Bronze. Die nächsten beiden Turniere 2003 in Alanya und 2004 in Timmendorfer Strand endeten für Celbová und Nováková, wie Dosoudilová inzwischen hieß, auf den Plätzen neun und vier. Zwischen diesen beiden Wettbewerben spielten sie bei der WM 2003 und mussten sich im Achtelfinale den späteren Weltmeisterinnen Walsh/May-Treanor in drei Sätzen geschlagen geben. Bei ihrem zweiten olympischen Turnier schieden Celbová/Nováková 2004 in Athen wieder im Achtelfinale gegen McPeak/Youngs aus.
Nach zwei Open-Turnieren im Jahr 2006 trennten sich die langjährigen Partnerinnen. Bei der Europameisterschaft 2007 unterlag Nováková mit ihrer neuen Mitspielerin Petra Novotná den deutschen Duos Goller/Ludwig und Holtwick/Semmler. Zwei Jahre später verloren Nováková und Lenka Háječková bei der Weltmeisterschaft in Stavanger das Achtelfinale gegen die österreichischen Schwester Doris und Stefanie Schwaiger. Seit 2010 bildet Nováková ein Duo mit Tereza Tobiášová, die bereits 2008 an ihrer Seite war. Bei der Weltmeisterschaft 2011 schieden Nováková/Tobiášová in der ersten Hauptrunde gegen die Brasilianerinnen Talita/Antonelli aus.